# Backbeat
Backbeat (bra Os Cinco Rapazes de Liverpool ou Backbeat - Os Cinco Rapazes de Liverpool) é um filme teuto-britânico de 1994, do gênero drama biográfico-musical, dirigido por Iain Softley, com roteiro dele e Michael Thomas inspirado na história real dos Beatles.

## Sinopse
A história tem foco na luta interior de Stuart Sutcliffe (Stephen Dorff), o quinto Beatle, que tem um dom de pintar quadros e toca baixo na banda que, posteriormente, viraria febre mundial. Em 1960, na cidade natal da banda, Liverpool, ele e seu amigo John Lennon (Ian Hart) combinam uma viagem para a Alemanha Ocidental, para fazer shows em bares e tentar conseguir algum tipo de reconhecimento. O filme tem parte de sua história rodada em Hamburgo, onde Stu, como é conhecido, conhece a jovem alemã Astrid Kirchherr (Sheryl Lee), por quem se apaixona e é correspondido. Stu então começa a viver um dilema: ou ser pintor e ficar com a sua paixão, a também artista plástica Astrid; ou continuar com a banda, onde é um reconhecido ruim instrumentista, mas tendo a certeza do sucesso que esta irá alcançar.

## Elenco
- Stephen Dorff.... Stuart Sutcliffe
- Sheryl Lee.... Astrid Kirchherr
- Ian Hart.... John Lennon
- Gary Bakewell.... Paul McCartney
- Chris O'Neill.... George Harrison
- Paul Duckworth.... Ringo Starr
- Scot Williams.... Pete Best
- Kai Wiesinger.... Klaus Voormann
- Jennifer Ehle.... Cynthia Powell
- Wolf Kahler.... Bert Kaempfert
- James Doherty.... Tony Sheridan

## Trilha sonora
O filme ganhou notoriedade por na parte musical, produzida por Don Was, ter músicos do rock alternativo dos anos 90 gravando as canções dos anos 50 e 60 que os Beatles cantavam nos shows de Hamburgo. O supergrupo creditado como "The Backbeat Band" constituía de:
- Dave Pirner (Soul Asylum): vocais (Paul McCartney)
- Greg Dulli (The Afghan Whigs): vocais (John Lennon)
- Thurston Moore (Sonic Youth): guitarra
- Don Fleming (Gumball): guitarra
- Mike Mills (R.E.M.): baixo
- Dave Grohl (Nirvana): bateria
- Henry Rollins (Black Flag): vocais (Stuart Sutcliffe)

O álbum da trilha teve as seguintes faixas:
1. "Money (That's What I Want)"
2. "Long Tall Sally" – Dave Pirner
3. "Bad Boy"
4. "Twist and Shout"
5. "Please Mr. Postman"
6. "C'mon Everybody" – Dave Pirner
7. "Rock and Roll Music"
8. "Slow Down"
9. "Roadrunner" – Mike Mills
10. "Carol"
11. "Good Golly Miss Molly" – Greg Dulli
12. "Twenty Flight Rock" – Dave Pirner